# Opération militaire spéciale

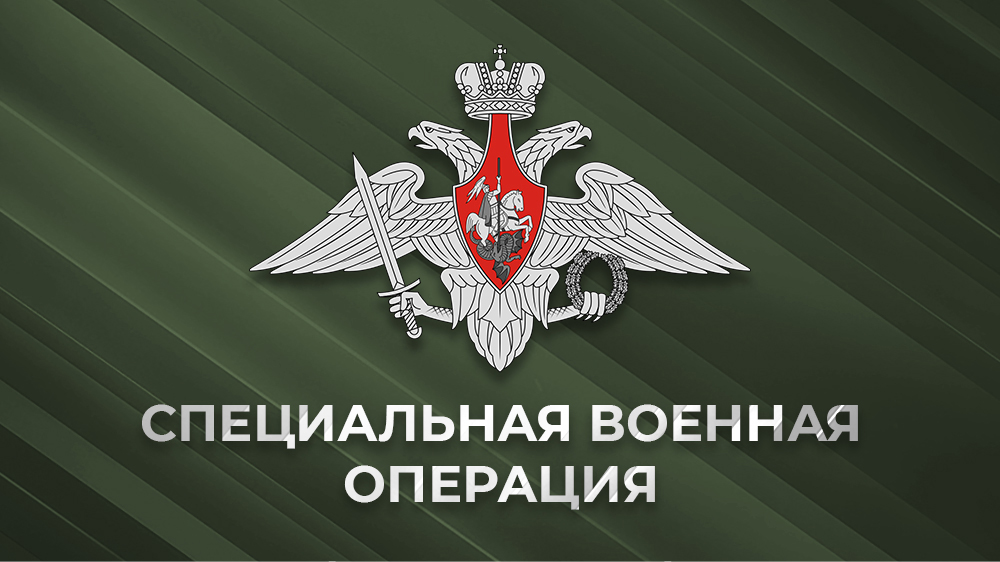
Une bannière du ministère russe de la Défense avec la phrase « opération militaire spéciale ».

« Opération militaire spéciale » (en russe специа́льная вое́нная опера́ция, spetsial'naya voyennaya operatsiya, abrégée en « СВО » ou « SVO »), également « opération spéciale » (en russe спецопера́ция, spetsoperátsiya et en ukrainien спецопера́ція, spetsoperátsiya) est un terme officiel utilisé par le gouvernement russe et les sources pro-russes pour désigner l'invasion russe de l'Ukraine. Il est largement considéré comme un euphémisme créé pour minimiser et obscurcir la véritable nature de la guerre à part entière déclenchée par la Russie, et pour revendiquer la victoire russe dans l'opération quels que soient les résultats.
L'expression apparaît de manière prédominante dans le discours public du président russe Vladimir Poutine intitulé « Au sujet de la réalisation d'une opération militaire spéciale », que le dirigeant russe a publié le 24 février 2022.
Le terme « opération militaire spéciale » a également été largement utilisé dans les médias ukrainiens dans des contextes spécifiques, généralement écrit entre guillemets, ce qui souligne le caractère psychologiquement artificiel de l'expression. Ainsi, l'expression est utilisée dans le contexte d'une description négative des actions du gouvernement russe.